# Parabolocratalis lusingae
Parabolocratalis lusingae är en insektsart som beskrevs av Evans 1955. Parabolocratalis lusingae ingår i släktet Parabolocratalis och familjen dvärgstritar. Inga underarter finns listade i Catalogue of Life.